# 尼古拉·布洛欣
尼古拉·德米特里耶维奇·布洛欣（1968年5月22日—），俄罗斯的艺术家。

## 生平
1982年至1986年，尼古拉·布洛欣就读于列宾美术学院附属列宁格勒美术中学。1989年考入圣彼得堡列宾美术学院。1995年毕业后，在列宾美术学院维克多·约瑟夫维奇·雷赫特教授的创作画室里实习并教授素描。1998年博士毕业，留在列宾美术学院素描系V·V·彼门诺夫教授的画室任教。他毕业于圣彼得堡列宾美术学院，后留校任教，担任素描系的老师。布洛欣的作品经常在欧洲、中国，尤其是美国展出，期间曾在美国的纽约、旧金山、芝加哥、洛杉矶、波士顿、圣塔菲、卡梅尔、拉斯维加斯举办过30多场个人展览。
他参加过两次最知名的国际肖像画比赛：一次是2002年在纽约大都会博物馆举办的美国肖像画家协会(ASOPA)国际比赛，布洛欣赢得了该比赛的大奖；另一次是2004年在波士顿举办的美国肖像画家协会(PSA)国际比赛，他也获得了金奖。
对尼古拉·布洛欣来说，他的展览生涯中特别重要的一次展览是在伟大的俄罗斯美术大师尼古拉·费申的故居及其工作室——陶斯艺术博物馆举办的个人展览（2008年美国新墨西哥州陶斯市）。
1996年起，俄罗斯美术家协会成员。2002年起，美国肖像画家协会(ASOPA)成员。2004年起，美国肖像画家协会(PSA)成员。

## 获奖
尼古拉·布洛欣是世界上唯一一位同时获得PSA和ASOPA这两大知名却互相竞争的美术比赛最高奖项的画家。
- 2002年，美国肖像画家协会(ASOPA)国际比赛大奖（美国纽约大都会博物馆）。
- 2004年，美国肖像画家协会(PSA)国际比赛金奖（美国波士顿）。

布洛欣的作品以其有力、饱满、有情感、跳动的色彩、自然的上色技艺和精准的素描线条给人留下深刻的印象。这是丰富多彩的现实主义油画，对专业文化传统的通晓使其打开了通往自由命题的大门。尼古拉·布洛欣的创作运用了多种多样的体裁和主题，其中有肖像和风俗、神话和裸体、静物和风景。小丑和易装是大师最喜欢的主题。小丑装的大量色彩以及帽子上的铃铛，威尼斯公主的盛装，抑或是吉普赛女人色彩斑斓的裙子，这些都是幻想出来的奇异世界，鲜艳、吵闹、炫目的嘉年华，却是昙花一现，掩饰着不自信与疲乏。这当然不是真正的生活，而是千百年来艺术家们通过绘画作品来展现对人生的思考。

## 展览
1996年起，尼古拉·布洛欣参与了在俄罗斯、芬兰、法国、英国、德国、荷兰、中国、美国的团体展览。举办了40场个人展览，其中包括：
- 2000 – 2005年，在美国加利福尼亚州旧金山和卡梅尔的Richard Thomas Gallerie举办年度展览（每年一次）；
- 2000年起，在美国伊利诺伊州芝加哥Hilligoss Galleries и The Studio of Long Grove举办年度展览；
- 2002年，美国犹他州帕克城 «Cultural Program of the 2002 Winter Olympics»；
- 2003年起，在美国加利福尼亚州卡梅尔和棕榈沙漠Classic Art Gallery举办年度展览；
- 2005年起，美国新墨西哥州圣塔菲Downey Gallery的年度展览；
- 2006年，俄罗斯圣彼得堡，圣彼得堡画家协会展览中心；
- 2006年，俄罗斯莫斯科，科技博物馆；
- 2008年，美国陶斯，陶斯艺术博物馆和费申故居。
- 2010年，尼古拉·布洛欣的个人展览在俄罗斯以下大型城市的博物馆和展览馆举行：
- 2010年，俄罗斯圣彼得堡，列宾美院科研博物馆大厅；
- 2010年，俄罗斯下诺夫哥罗德，下诺夫哥罗德国立展览馆；
- 2010年，俄罗斯喀山，鞑靼斯坦共和国国立造型艺术博物馆；
- 2010年，俄罗斯莫斯科，中央美术宫；
- 2010年，俄罗斯沃罗涅日，沃罗涅日州立克拉姆斯柯依美术博物馆；
- 2010年，俄罗斯萨拉托夫，萨拉托夫拉吉舍夫美术博物馆；
- 2011年，俄罗斯萨马拉，《巴比伦》画廊；
- 2012年，俄罗斯叶卡捷琳堡，叶卡捷琳堡造型艺术博物馆。

## 作品分布
- 科技博物馆，俄罗斯莫斯科；
- 鞑靼斯坦共和国国立造型艺术博物馆，俄罗斯喀山；
- 叶卡捷琳堡造型艺术博物馆，俄罗斯叶卡捷琳堡；
- 现代俄罗斯艺术博物馆，美国新泽西州泽西市；
- 沃罗涅日州立克拉姆斯柯依美术博物馆，俄罗斯沃罗涅日；
- 萨拉托夫拉吉舍夫美术博物馆，俄罗斯；
- 萨马拉美术博物馆，俄罗斯；
- 布拉格国家美术博物馆；
- 北京现代艺术博物馆，中国；
- 鲁迅美术学院画廊陈列厅，中国沈阳；
- 陶斯艺术博物馆和费申故居，美国新墨西哥州陶斯。

除此之外，在俄罗斯、荷兰、美国、芬兰、中国、意大利、法国、英国、西班牙、德国、澳大利亚和日本的一些私人收藏中也有大师的作品。